# بيصين
بيصين قرية سورية تتبع ناحية حربنفسه في منطقة مركز حماة في محافظة حماة. بلغ عدد سكانها 3224 نسمة في عام 2004 حسب إحصاء المكتب المركزي للإحصاء.
تقع جنوب غرب مدينة حماة على بعد 35كم فوق السفوح الجنوبية لمرتفعات وعرة. تحيط بها من الشمال والغرب صخور كلسية، وفي الوديان تتركز تربة حمراء. مساكنها من الطين والحجارة وبعضها أسمنتية تتوسع نحو الجنوب والشرق. مساحة أراضيها 2010هـ، تزرع بعلاً بالحبوب وكروم العنب والتين. وهي فقيرة زراعياً بسبب وعورة أراضيها. تربى فيها الأغنام والماعز والأبقار. تؤمن مياه الشرب من بئر عامة. تتصل بكل من مدينة حماة وبلدة وحربنفسه بطريق مزفتة.

## وصلات خارجية
- الوحدات الإدارية في محافظة حماة نسخة محفوظة 18 أبريل 2019 على موقع واي باك مشين.